# Греблина (Путильская поселковая община)
Греблина (укр. Греблина) — село в Путильской поселковой общине Вижницкого района Черновицкой области Украины.
До 2020 года входило в Путильский район
Население по переписи 2001 года составляло 295 человек. Почтовый индекс — 59115. Телефонный код — 3738. Код КОАТУУ — 7323581002.